# Eccellenza Lombardia 2020-2021
Il campionato italiano di calcio di Eccellenza regionale 2020-2021 è il trentesimo organizzato in Italia. Rappresenta il quinto livello del calcio italiano.
Questi sono i gironi organizzati dal Comitato Regionale della regione Lombardia.

## Stagione

### Avvenimenti
A seguito all'interruzione del campionato precedente nel mese di febbraio, dovuta alla pandemia di COVID-19, la Lega Nazionale Dilettanti decide di retrocedere in Promozione solo le ultime classificate dei tre gironi di Eccellenza, Fenegrò, Cologno e San Lazzaro: all'atto delle iscrizioni, in luglio, risultano così 50 squadre aventi diritto a partecipare all'Eccellenza Lombardia. Il Comitato Regionale Lombardia in agosto opta per ripescare quattro ulteriori club dalla Promozione (Carpenedolo, Speranza Agrate, Castelleone e Base 96) onde poter così comporre tre gironi da 18 squadre, che vengono pubblicati il 24 agosto. 
Il campionato prende il via il 27 settembre 2020, ma viene interrotto dopo meno di un mese (quattro i turni disputati, peraltro incompleti) per il riaggravarsi della situazione relativa alla pandemia, che suggerisce al Governo di imporre lo stop a tutti i campionati dilettantistici in Italia.
A seguito di trattative tra Governo, FIGC e LND, nella primavera del 2021 viene formalizzata la ripartenza della sola Eccellenza. In Lombardia, delle 54 originariamente iscritte in estate, 21 squadre (Calvairate, Rhodense e Verbano nel Girone A; AlbinoGandino, Cisanese, Luisiana, Mariano, Trevigliese e Vertovese nel Girone B; Bedizzolese, Carpenedolo, Castelleone, CazzagoBornato, Darfo Boario, Forza e Costanza, Governolese, Offanenghese, Orceana, Pro Palazzolo, Rovato e Vobarno nel Girone C) scelgono però di non ripartire. 
Il Comitato Regionale vara così un nuovo campionato, articolato su tre gironi da 11 squadre e un calendario con sole gare di andata, con le tre vincitrici promosse in Serie D e senza retrocessioni, nemmeno per i club che hanno scelto di non ripartire.
Ripartito domenica 11 aprile 2021, il mini campionato è portato a termine nel giro di due mesi: a ottenere il salto di categoria in Serie D sono il Brianza Olginatese, l'Alcione Milano e il Leon Monza Brianza, quest'ultimo dopo lo spareggio vinto contro il Lumezzane.
Cambi di denominazione:
- da U.S. Inveruno (Serie D girone B, retrocesso) ad A.S.D. Calcio Club Milano di Milano[4];
- da F.C. Pavia 1911 S.S.D. a r.l. ad A.C. Pavia 1911 S.S.D. a r.l.[4];
- da U.S.D. Olginatese ad U.S.D. Brianza Olginatese di Merate e Olginate (LC)[4];
- da F.C. Sporting Desenzano S.S.D.R.L. a F.C. Carpenedolo S.S.D. S.R.L. di Carpenedolo (BS)[4].

Fusioni:
- l'U.S.D. Atletico Chiuduno Grumellese (Eccellenza, girone C) e l'A.S.D. Telgate S.I.R.Met (stesso girone, promossa in Serie D) si fondono nell'A.S.D. Real Calepina FC di Chiuduno, Grumello del Monte e Telgate (BG)[4];
- l'A.S.D. Calcio Ghedi (Eccellenza, girone C) e l'A.S.D. Montorfano Rovato (Promozione, girone D) si fondono nell'A.S.D. Rovato Calcio di Rovato (BS)[4];
- l'A.S.D. Calcio Romanese (Eccellenza, girone C) cede il titolo sportivo all'A.S.D. Orceana Calcio (Promozione, girone E) di Orzinuovi (BS)[4];
- l'A.S.D. Villongo Calcio (Promozione girone C, promossa) cede il titolo sportivo all'A.S.D. Pro Palazzolo (Seconda Categoria, girone E) di Palazzolo sull'Oglio (BS)[4].

## Girone A

### Squadre partecipanti
| Club                                | Città                                       | Stadio                                              | Stagione precedente           |
| ----------------------------------- | ------------------------------------------- | --------------------------------------------------- | ----------------------------- |
| A.C. Ardor Lazzate                  | Lazzate (MB)                                | Centro sportivo Gianni Brera                        | 8ª in Eccellenza/A            |
| A.S.D.C. Ba.Se. 96 Seveso           | Seveso (MB)                                 | Centro sportivo comunale Enrico Colombo             | 2ª in Promozione/A, ripescato |
| U.S.D. Brianza Olginatese           | Merate e Olginate (LC)                      | Stadio comunale (Olginate)                          | 5ª in Eccellenza/B            |
| G.S. Castanese                      | Castano Primo (MI)                          | Centro sportivo comunale Annibale Sacchi            | 15ª in Eccellenza/A           |
| U.P. Gavirate Calcio                | Gavirate (VA)                               | Centro sportivo comunale                            | 1ª in Promozione/A, promosso  |
| S.S.D. Luciano Manara               | Barzanò (LC)                                | Centro sportivo comunale Figliodoni                 | 1ª in Promozione/B, promosso  |
| S.S.D. a r.l. Milano City B.G. F.C. | Busto Garolfo (MI)                          | Centro sportivo comunale Sandro Pertini (Cornaredo) | 18ª in Serie D/B, retrocesso  |
| A.S.D. Pontelambrese                | Ponte Lambro (CO)                           | Centro sportivo comunale                            | 11ª in Eccellenza/B           |
| U.S. Sestese Calcio                 | Sesto Calende (VA)                          | Centro sportivo Alfredo Milano                      | 13ª in Eccellenza/A           |
| S.S.D. a r.l. Varesina Sport C.V.   | Castiglione Olona e Venegono Superiore (VA) | Centro sportivo comunale (Venegono Superiore)       | 3ª in Eccellenza/A            |
| A.C.D. Vergiatese                   | Vergiate (VA)                               | Centro sportivo Tullio & Masetto Landoni            | 9ª in Eccellenza/A            |

### Classifica finale
|  | Pos. | Squadra            | Pt | G  | V | N | P | GF | GS | DR  |
|  | ---- | ------------------ | -- | -- | - | - | - | -- | -- | --- |
|  | 1.   | Brianza Olginatese | 25 | 10 | 8 | 1 | 1 | 23 | 7  | +16 |
|  | 2.   | Varesina           | 22 | 10 | 7 | 1 | 2 | 19 | 12 | +7  |
|  | 3.   | Milano City        | 17 | 10 | 5 | 2 | 3 | 16 | 11 | +5  |
|  | 4.   | Vergiatese         | 17 | 10 | 5 | 2 | 3 | 15 | 10 | +5  |
|  | 5.   | Ardor Lazzate      | 14 | 10 | 4 | 2 | 4 | 11 | 10 | +1  |
|  | 6.   | Base 96 Seveso     | 13 | 10 | 3 | 4 | 3 | 11 | 13 | -2  |
|  | 7.   | Pontelambrese      | 12 | 10 | 4 | 0 | 6 | 13 | 19 | -6  |
|  | 8.   | Sestese            | 11 | 10 | 3 | 2 | 5 | 19 | 16 | +3  |
|  | 9.   | Gavirate           | 11 | 10 | 2 | 5 | 3 | 10 | 12 | -2  |
|  | 10.  | Luciano Manara     | 7  | 10 | 1 | 4 | 5 | 11 | 23 | -12 |
|  | 11.  | Castanese          | 3  | 10 | 0 | 3 | 7 | 8  | 23 | -15 |

Legenda:
      Promosso in Serie D.
      Ammesso ai play-off nazionali.
 Ai play-off o ai play-out.
      Retrocesso in Promozione.
Note:
Tre punti a vittoria, uno a pareggio, zero a sconfitta.
In caso di arrivo di due o più squadre a pari punti, la graduatoria verrà stilata secondo la classifica avulsa tra le squadre interessate che prevede, in ordine,
i seguenti criteri:
- Punti negli scontri diretti
- Differenza reti negli scontri diretti
- Differenza reti generale
- Reti realizzate in generale
- Sorteggio

### Risultati

#### Tabellone
|                    | ARD  | BSE  | BOL  | CAS  | GAV  | LUC  | MIL  | PON  | SES  | VAR  | VRG  |
| ------------------ | ---- | ---- | ---- | ---- | ---- | ---- | ---- | ---- | ---- | ---- | ---- |
| Ardor Lazzate      | –––– | 1-2  | –––– | –––– | 1-0  | –––– | –––– | 2-0  | –––– | 0-1  | 1-0  |
| Base 96 Seveso     | –––– | –––– | 1-0  | –––– | 1-1  | –––– | –––– | 0-2  | –––– | 1-2  | 0-0  |
| Brianza Olginatese | 1-0  | –––– | –––– | 5-0  | –––– | 3-1  | 2-0  | –––– | 3-1  | –––– | –––– |
| Castanese          | 0-0  | 0-1  | –––– | –––– | –––– | 1-4  | 1-4  | –––– | 0-0  | –––– | –––– |
| Gavirate           | –––– | –––– | 2-2  | 1-1  | –––– | 1-1  | 1-0  | –––– | 2-2  | –––– | –––– |
| Luciano Manara     | 2-2  | 2-2  | –––– | –––– | –––– | –––– | 0-0  | –––– | –––– | 0-2  | 1-4  |
| Milano City        | 3-2  | 1-1  | –––– | –––– | –––– | –––– | –––– | 2-0  | –––– | 4-2  | 2-0  |
| Pontelambrese      | –––– | –––– | 1-3  | 4-3  | 0-1  | 3-0  | –––– | –––– | 2-1  | –––– | –––– |
| Sestese            | 1-2  | 4-2  | –––– | –––– | –––– | 5-0  | 2-0  | –––– | –––– | 1-2  | –––– |
| Varesina           | –––– | –––– | 1-2  | 3-2  | 2-0  | –––– | –––– | 3-1  | –––– | –––– | 1-1  |
| Vergiatese         | –––– | –––– | 0-2  | 1-0  | 2-1  | –––– | –––– | 4-0  | 3-2  | –––– | –––– |

## Girone B

### Squadre partecipanti
| Club                                | Città                                                | Stadio                                         | Stagione precedente          |
| ----------------------------------- | ---------------------------------------------------- | ---------------------------------------------- | ---------------------------- |
| A.S.D. Accademia Pavese San Genesio | Sant'Alessio con Vialone e San Genesio ed Uniti (PV) | Comunale Carlo-Davide-Giampiero (Sant'Alessio) | 6ª in Eccellenza/A           |
| Alcione Milano S.S.D. a r.l.        | Milano                                               | Centro sportivo Kennedy                        | 10ª in Eccellenza/A          |
| A.S.D. AVC Vogherese 1919           | Voghera (PV)                                         | Stadio Giovanni Parisi                         | 5ª in Eccellenza/A           |
| A.S.D. Calcio Club Milano           | Milano (Gratosoglio)                                 | Centro sportivo comunale (Vimodrone)           | 20ª in Serie D/B, retrocesso |
| A.S.D. Città di Sangiuliano 1968    | San Giuliano Milanese (MI)                           | Centro sportivo comunale                       | 1ª in Promozione/E, promosso |
| A.C. Pavia 1911 S.S.D. a r.l.       | Pavia                                                | Stadio Pietro Fortunati                        | 11ª in Eccellenza/A          |
| A.S.D. R.C. Codogno 1908            | Codogno (LO)                                         | Stadio Fratelli Molinari                       | 13ª in Eccellenza/B          |
| A.S. Sancolombano                   | San Colombano al Lambro (MI)                         | Stadio Franco Riccardi                         | 1ª in Promozione/F, promosso |
| A.S.D. Sant'Angelo                  | Sant'Angelo Lodigiano (LO)                           | Stadio Carlo Chiesa                            | 6ª in Eccellenza/B           |
| U.S. Settimo Milanese               | Settimo Milanese (MI)                                | Centro sportivo Battista Re                    | 12ª in Eccellenza/A          |
| A.S.D. Varzi F.B.C.                 | Varzi (PV)                                           | Centro sportivo Carlo Chiappano                | 1ª in Promozione/F, promosso |

### Classifica finale
|  | Pos. | Squadra              | Pt | G  | V | N | P | GF | GS | DR  |
|  | ---- | -------------------- | -- | -- | - | - | - | -- | -- | --- |
|  | 1.   | Alcione              | 22 | 10 | 7 | 1 | 2 | 16 | 8  | +8  |
|  | 2.   | Sant'Angelo          | 20 | 10 | 6 | 2 | 2 | 23 | 10 | +13 |
|  | 3.   | Club Milano          | 19 | 10 | 6 | 1 | 3 | 21 | 14 | +7  |
|  | 4.   | Varzi                | 17 | 10 | 5 | 2 | 3 | 17 | 11 | +6  |
|  | 5.   | Città di Sangiuliano | 16 | 10 | 4 | 4 | 2 | 21 | 16 | +5  |
|  | 6.   | Codogno              | 14 | 10 | 4 | 2 | 4 | 18 | 18 | 0   |
|  | 7.   | Pavia                | 13 | 10 | 4 | 1 | 5 | 18 | 15 | +3  |
|  | 8.   | Accademia Pavese     | 12 | 10 | 3 | 3 | 4 | 13 | 18 | -7  |
|  | 9.   | Vogherese (-1)       | 9  | 10 | 2 | 4 | 4 | 10 | 17 | -7  |
|  | 10.  | Settimo Milanese     | 6  | 10 | 2 | 0 | 8 | 13 | 32 | -19 |
|  | 11.  | Sancolombano         | 4  | 10 | 0 | 4 | 6 | 4  | 15 | -11 |

Legenda:
      Promosso in Serie D.
      Ammesso ai play-off nazionali.
 Ai play-off o ai play-out.
      Retrocesso in Promozione.
Note:
Tre punti a vittoria, uno a pareggio, zero a sconfitta.
In caso di arrivo di due o più squadre a pari punti, la graduatoria verrà stilata secondo la classifica avulsa tra le squadre interessate che prevede, in ordine,
i seguenti criteri:
- Punti negli scontri diretti
- Differenza reti negli scontri diretti
- Differenza reti generale
- Reti realizzate in generale
- Sorteggio

### Risultati

#### Tabellone
|                      | APV  | ALC  | CSG  | CMI  | COD  | PAV  | SAC  | SAN  | SET  | VRZ  | VOG  |
| -------------------- | ---- | ---- | ---- | ---- | ---- | ---- | ---- | ---- | ---- | ---- | ---- |
| Accademia Pavese     | –––– | 0-1  | –––– | –––– | 1-0  | –––– | 2-2  | 1-4  | 3-1  | –––– | –––– |
| Alcione              | –––– | –––– | 1-3  | –––– | 2-1  | –––– | 1-0  | 3-1  | 4-0  | –––– | –––– |
| Città di Sangiuliano | 2-2  | –––– | –––– | 3-1  | –––– | 3-1  | –––– | –––– | –––– | 0-1  | 4-4  |
| Club Milano          | 3-1  | 0-1  | –––– | –––– | –––– | 1-4  | –––– | –––– | 5-1  | 1-0  | –––– |
| Codogno              | –––– | –––– | 4-2  | 0-2  | –––– | –––– | 0-0  | 1-3  | –––– | –––– | 1-1  |
| Pavia                | 2-3  | 1-2  | –––– | –––– | 2-3  | –––– | –––– | 1-0  | 5-2  | –––– | –––– |
| Sancolombano         | –––– | –––– | 0-0  | 2-3  | –––– | 0-2  | –––– | –––– | –––– | 0-4  | 0-0  |
| Sant'Angelo          | –––– | –––– | 1-1  | 1-1  | –––– | –––– | 2-0  | –––– | –––– | 3-1  | 4-0  |
| Settimo Milanese     | –––– | –––– | 1-3  | –––– | 3-4  | –––– | 1-0  | 1-4  | –––– | –––– | 2-1  |
| Varzi                | 3-0  | 1-1  | –––– | –––– | 2-4  | 0-0  | –––– | –––– | 3-1  | –––– | –––– |
| Vogherese            | 0-0  | 1-0  | –––– | 1-4  | –––– | 1-0  | –––– | –––– | –––– | 1-2  | –––– |

## Girone C

### Squadre partecipanti
| Club                          | Città                           | Stadio                                       | Stagione precedente           |
| ----------------------------- | ------------------------------- | -------------------------------------------- | ----------------------------- |
| A.S.D. Atletico Castegnato    | Castegnato (BS)                 | Campo sportivo comunale                      | 1ª in Promozione/D, promosso  |
| F.C. Castiglione A.S.D.       | Castiglione delle Stiviere (MN) | Stadio Ugo Lusetti                           | 7ª in Eccellenza/C            |
| Pol. Ciliverghe Mazzano       | Ciliverghe di Mazzano (BS)      | Centro sportivo Sterilgarda                  | 16ª in Serie D/D, retrocesso  |
| A.S.D. Lemine Almenno Calcio  | Almenno San Salvatore (BG)      | Centro sportivo Fratelli Pedretti            | 15ª in Eccellenza/B           |
| A.C. Leon S.S.D. a r.l.       | Lesmo e Vimercate (MB)          | Centro sportivo comunale (Vimercate)         | 3ª in Eccellenza/B            |
| F.C. Lumezzane VGZ A.S.D.     | Lumezzane (BS)                  | Stadio Tullio Saleri                         | 2ª in Eccellenza/C            |
| S.S.D. Mapello a r.l.         | Mapello (BG)                    | Centro sportivo comunale                     | 14ª in Eccellenza/B           |
| Pol. Prevalle                 | Prevalle (BS)                   | Centro sportivo comunale                     | 12ª in Eccellenza/C           |
| A.S.D. Speranza Agrate        | Agrate Brianza (MB)             | Centro sportivo comunale Salvatore Missaglia | 2ª in Promozione/B, ripescato |
| S.S.D. Valcalepio F.C. a r.l. | Castelli Calepio (BG)           | Centro sportivo comunale (Cividino)          | 4ª in Eccellenza/C            |
| A.S.D. Zingonia Verdellino    | Verdellino e Zingonia (BG)      | Centro sportivo comunale (Verdellino)        | 9ª in Eccellenza/B            |

### Classifica finale
|  | Pos. | Squadra             | Pt | G  | V | N | P | GF | GS | DR  |
|  | ---- | ------------------- | -- | -- | - | - | - | -- | -- | --- |
|  | 1.   | Leon                | 23 | 10 | 7 | 2 | 1 | 30 | 14 | +16 |
|  | 2.   | Lumezzane           | 23 | 10 | 7 | 2 | 1 | 21 | 9  | +12 |
|  | 3.   | Zingonia Verdellino | 22 | 10 | 7 | 1 | 2 | 24 | 15 | +9  |
|  | 4.   | Ciliverghe Mazzano  | 20 | 10 | 6 | 2 | 2 | 25 | 15 | +10 |
|  | 5.   | Atletico Castegnato | 19 | 10 | 6 | 1 | 3 | 25 | 16 | +9  |
|  | 6.   | Valcalepio          | 14 | 10 | 4 | 2 | 4 | 16 | 13 | +3  |
|  | 7.   | Castiglione         | 10 | 10 | 3 | 1 | 6 | 19 | 22 | -3  |
|  | 8.   | Prevalle            | 9  | 10 | 2 | 3 | 5 | 19 | 19 | 0   |
|  | 9.   | Mapello             | 6  | 10 | 2 | 0 | 8 | 9  | 36 | -27 |
|  | 10.  | Speranza Agrate     | 6  | 10 | 1 | 3 | 6 | 16 | 25 | -9  |
|  | 11.  | Lemine Almenno      | 4  | 10 | 1 | 1 | 8 | 9  | 29 | -20 |

Legenda:
      Promosso in Serie D.
      Ammesso ai play-off nazionali.
 Ai play-off o ai play-out.
      Retrocesso in Promozione.
Note:
Tre punti a vittoria, uno a pareggio, zero a sconfitta.
In caso di arrivo di due o più squadre a pari punti, la graduatoria verrà stilata secondo la classifica avulsa tra le squadre interessate che prevede, in ordine,
i seguenti criteri:
- Punti negli scontri diretti
- Differenza reti negli scontri diretti
- Differenza reti generale
- Reti realizzate in generale
- Sorteggio

### Risultati

#### Tabellone
|                     | ACA  | CAS  | CIL  | LEM  | LEO  | LUM  | MAP  | PRE  | SPE  | VAL  | ZIN  |
| ------------------- | ---- | ---- | ---- | ---- | ---- | ---- | ---- | ---- | ---- | ---- | ---- |
| Atletico Castegnato | –––– | –––– | 3-2  | –––– | –––– | –––– | 1-0  | 2-1  | 2-1  | 2-3  | –––– |
| Castiglione         | 2-5  | –––– | –––– | –––– | –––– | 1-2  | 5-2  | 2-2  | –––– | 0-1  | –––– |
| Ciliverghe Mazzano  | –––– | 1-0  | –––– | 5-0  | 2-3  | 1-1  | –––– | –––– | –––– | –––– | 2-1  |
| Lemine Almenno      | 1-6  | 2-3  | –––– | –––– | –––– | 1-2  | –––– | 1-1  | –––– | 0-2  | –––– |
| Leon                | 3-2  | 2-1  | –––– | 5-0  | –––– | 2-2  | –––– | –––– | –––– | –––– | 3-4  |
| Lumezzane           | 1-0  | –––– | –––– | –––– | –––– | –––– | 5-0  | 4-2  | 2-0  | 2-1  | –––– |
| Mapello             | –––– | –––– | 2-5  | 2-0  | 0-6  | –––– | –––– | –––– | 2-1  | –––– | 1-4  |
| Prevalle            | –––– | –––– | 2-3  | –––– | 0-2  | –––– | 5-0  | –––– | 3-1  | 1-1  | –––– |
| Speranza Agrate     | –––– | 3-2  | 3-3  | 1-3  | 2-2  | –––– | –––– | –––– | –––– | –––– | 1-3  |
| Valcalepio          | –––– | –––– | 0-1  | –––– | 1-2  | –––– | 4-0  | –––– | 3-3  | –––– | 0-2  |
| Zingonia Verdellino | 2-2  | 2-3  | –––– | 2-1  | –––– | 1-0  | –––– | 3-2  | –––– | –––– | –––– |

### Spareggio
|      | Risultati |           | Luogo e data                     |
| ---- | --------- | --------- | -------------------------------- |
| Leon | 1-0       | Lumezzane | Ponte San Pietro, 19 giugno 2021 |
|      |           |           |                                  |